# Ann Nocenti
Cet article possède un paronyme, voir Innocenti.
Ann « Annie » Nocenti, née le 17 janvier 1957, est une journaliste, écrivaine, éditrice et réalisatrice américaine plus connue pour son travail de scénariste de comics pour Marvel Comics : New Mutants, Uncanny X-Men. Elle a créé Typhoid Mary, Blackheart, Longshot, Mojo (comics) (en) et Spiral. Elle participe également à la bande-dessinée de True Blood.

## Biographie
Diplômée de l'Université d'État de New York (SUNY), elle débute avec Greg LaRocque, dans Bizarre Adventures no 32 (août 1982). Sa première série avec Marvel est Spider-Woman, parue dans les numéros 47 à 50 (de décembre 1982 à juin 1983).
Elle écrit Ruby Falls, servi par le dessin de Flavia Biondi, d'abord sous forme de minisérie en cinq numéros pour Dark Horse Comics ; Bao Publishing publie l'ouvrage en version italienne. Il s'agit d'un roman graphique de type thriller,.

## Œuvres (sélection)
- Green Arrow (2012)[7]
- New Mutants Summer Special (1990)
- Someplace Strange, roman dessiné
- Inhumans, roman dessiné
- Wolverine: Evolution
- Batman & Poison Ivy: Cast Shadows
- Batman & Catwoman: Trail of the Gun, deux numéros
- Kid Eternity, seize numéros
- Typhoid, quatre numéros
- Longshot, six numéros
- Nightmare, quatre numéros
- Venom: The Madness, trois numéros
- Beauty and the Beast (1985 Marvel), quatre numéros
- Spider-Woman (1978) numéros 47 à 50
- Daredevil numéros 236, 238 à 245, 247 à 257, 259 à 291, et 500
- Web of Spider-Man, numéros annuels 1 et 2
- Spider-Man (1990–1998), numéros 17 et 29 à 31
- Spectacular Spider-Man, numéros 133, 213 et 214
- The All New Exiles, numéros 9 et 10
- Star Wars (1977 Marvel), numéro 89
- Doctor Strange (1974), numéro 64
- What If (1989), numéro 40
- Defenders (1972), numéro 127
- Toxic Crusaders, numéro 7
- Spider-Man: Mad Dog Ward une histoire en trois parties dans Web of Spider-Man numéro 33, Amazing Spider-Man numéro 295 et Spectacular Spider-Man numéro 133
- Longshot: Dreamwalk dans Marvel Comics Presents numéro 16
- Colossus: God's Country dans Marvel Comics Presents numéros 10 à 17
- Wolverine: Typhoids Kiss dans Marvel Comics Presents numéros 109 à 116
- Ghost Rider: Walking Wounded dans Marvel Comics Presents numéros 123 à 130
- Bloody Mary dans Marvel Comics Presents numéros 150 et 151
- Histoires courtes dans Classic X-Men, numéros 25, 27 à 34, 36, 38, 39, et 44
- Histoires dans Marvel Fanfare (1982) numéro 30 (Real to Reel), numéro 40 (Chiaroscuro) et numéro 60 (The Missiong)
- The Streak dans Bizarre Adventures numéro 32
- Histoire courte dans Gotham Knights numéro 38

## Récompense
- 2018 : Prix Inkpot, pour l'ensemble de son œuvre
- 2023 : inscrite au temple de la renommée Will Eisner, pour l'ensemble de son œuvre[8]